# Рахманов, Сергей Кимович
Рахманов Сергей Кимович (бел. Сяргей Кімавіч Рахманаў; 6 февраля 1952, Краснодар, РСФСР, СССР) ─ советский и белорусский химик, член-корреспондент НАН Беларуси, профессор кафедры неорганической химии БГУ. Заслуженный деятель науки Республики Беларусь. Посол Беларуси в Японии (2011—2016).

## Биография
Родился 6 февраля 1952 г. в Краснодаре. Окончил химический факультет Белорусского государственного университета в 1974 году. Защитил кандидатскую диссертацию по химии в 1979 г., а докторскую ─ в 1997 году.
C 1991 г. работал заместителем директора, а в 1993—1996 гг. ─ директором НИИ физико-химических проблем БГУ. В 1996 г. занял пост проректора по науке Белорусского государственного университета. В 2002—2008 годах — заведующий кафедрой неорганической химии БГУ. Удостоился звания профессора в 2005 году. В июне 2008 года назначен заместителем Председателя Президиума Национальной академии наук Беларуси. Является председателем Совета БГУ по защите докторских и кандидатских диссертаций.
Посол Беларуси в Японии с 2011 по 2016 годы. Член Совета Республики.

## Научная деятельность
Спроектировал и осуществил на практике ряд эффективных процессов получения фотографических изображений. Внёс весомый вклад в основы промышленной радиографии и медицинской рентгенодиагностики. Автор применённого в производстве пакета технологических процессов по переработке многосоставных смесей, включающих драгметаллы. Под его началом было создано новое научное направление, изучающее технологии переработки промышленных отходов, содержащих драгоценные металлы. Будучи проректором БГУ, особое внимание уделял укреплению внутриуниверситетской науки, внедрению современных технологий, установлению партнёрских отношений с лидирующими университетами мира.
Направления научной деятельности — физическая химия наноструктурированных и гетерогенных систем, фотохимия неорганических соединений, химия благородных металлов, нанохимия.
Преподает дисциплины «Избранные главы нанохимии», «Химическое действие излучений на твердые вещества».

## Награды
- Юбилейная медаль «МПА СНГ. 25 лет» (13 октября 2017 года) — за заслуги в деле развития и укрепления парламентаризма, за вклад в развитие и совершенствование правовых основ функционирования Содружества Независимых Государств, укрепление международных связей и межпарламентского сотрудничества[5]

## Основные труды
1. Исследование фотографического процесса с физическим проявлением на пленочных системах, включающих галогенид тяжёлого металла: автореф. дис. канд. хим. наук: 02.00.04 / Белорус. гос. ун-т. Минск, 1978. 

2. Малые частицы металлов в фотографических процессах с химическим усилением на плёнках иодида свинца // Химические проблемы создания новых материалов и технологий. Мн., 1998.

3. Формирование структур на основе нанодисперсных материалов в результате гетерогенных окислительно-восстановительных химических реакций (в соавт.) // Химические проблемы создания новых материалов и технологий. Мн., 2003.

4. Свойства и функции малых частиц металлов в фотографических процессах с химическим усилением на иодиде свинца и галогенидах серебра : автореф. дис. д-ра хим. наук: 02.00.04 / ИОиОХ АН Респ. Беларусь.

5. Введение в нанохимию: пособие для студентов хим. фак. Минск: БГУ, 2009. (совм. с О. В. Сергеевой). 

6. Химия: введение в специальность: пособие для студентов вузов / под ред. Ф. Н. Капуцкого. Минск: БГУ, 2011 (совм. со Д. В. Свиридовым).

## Семья
- Дочь — Елена.